# Держанівка (Глуховецька селищна громада)
Держані́вка — село в Україні, у Глуховецькій громаді Хмільницького району Вінницької області.